# Вардавар
Вардавар (вірм. Վարդնար, чи Վարդավառ — в перекладі «троянди в кольорі») — свято у Вірменії. За іншою версією слово «Вардавар» складається з коренів «Вард (Уард)» — «вода» і «вар» — «мити, поливати», означає «обприскувати водою», що й становить зміст свята. 
Традиційне вірменське свято, що відзначається влітку і яке вважається святом води. Згідно зі звичаями свята, прийнято всіх обливати водою. У ряді вірменських традиційних свят Вардавар — це найбільше свято в році, одне з головних свят Вірменської Церкви і одне з найулюбленіших в народі. Воно відзначається на 98 день після Великодня. 
Свято засновано на честь Преображення Господнього, що сталося на горі Фавор. Згідно з Біблією, Ісус Христос з трьома апостолами — Петром, Яковом та Іоаном — піднімався на гору Фавор, де їм з'явилися пророки Мойсей та Ілля. Розмовляючи з ними, Христос преобразився, а його одяг став білішим за сніг.

## Галерея

Фотографії
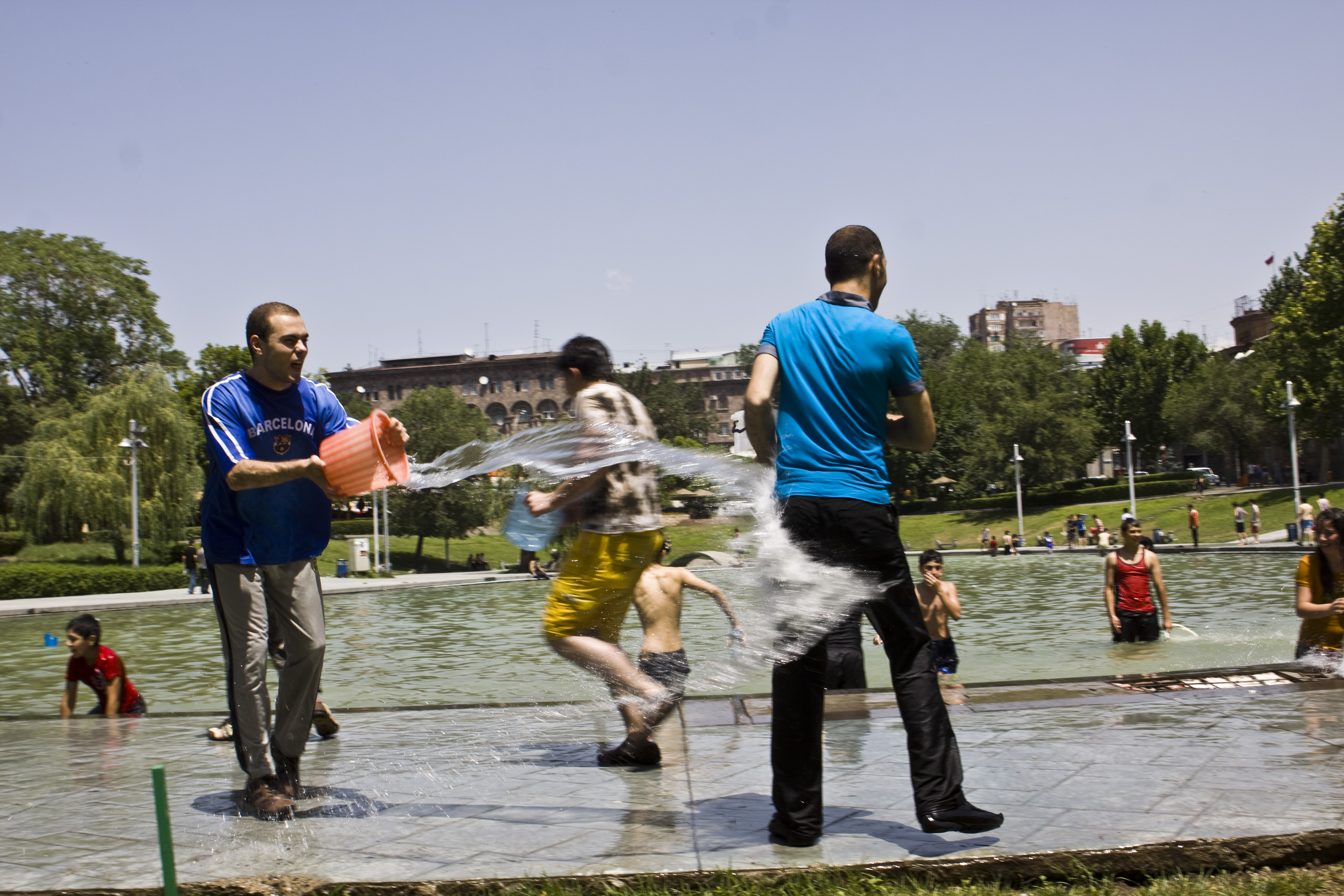
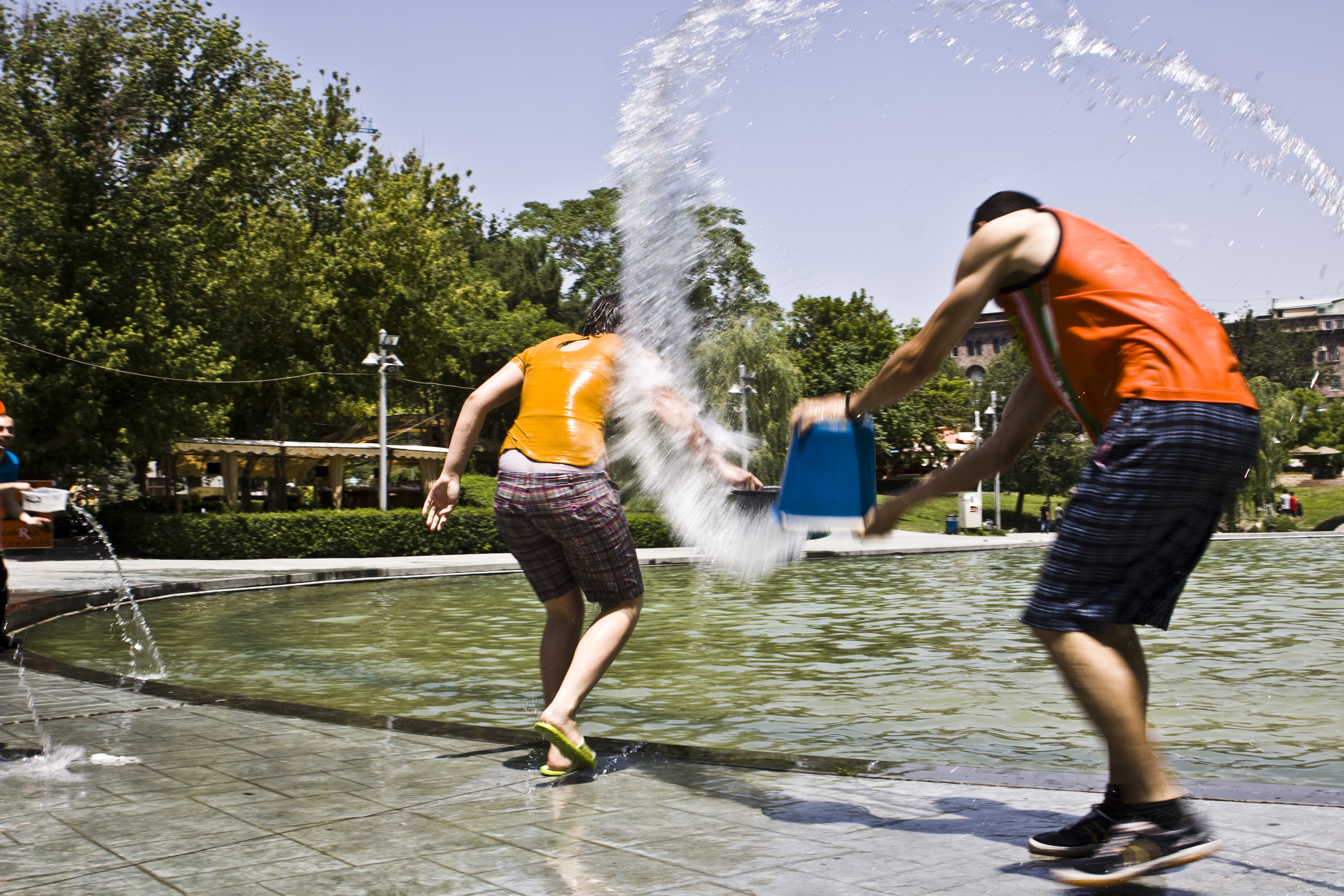
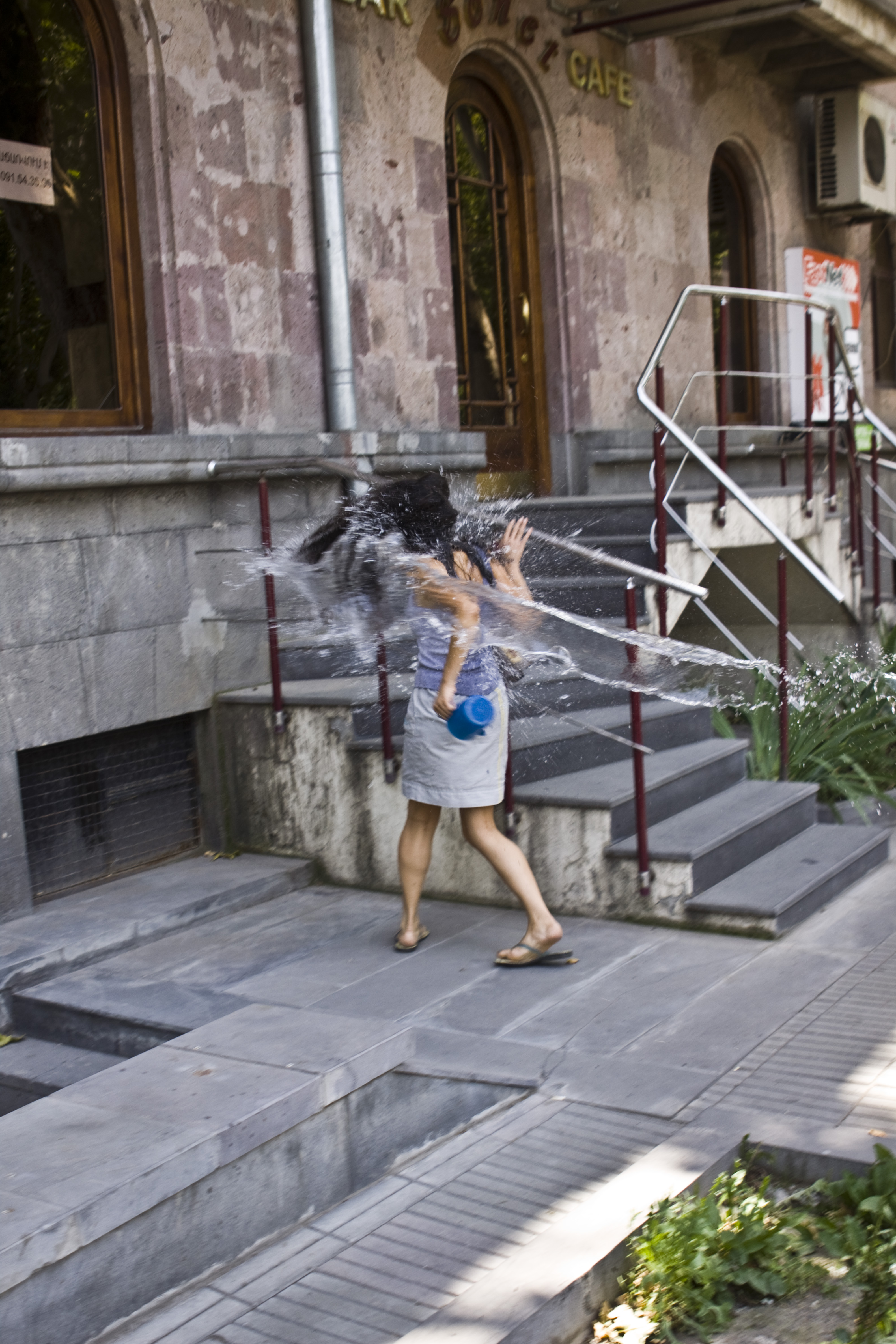
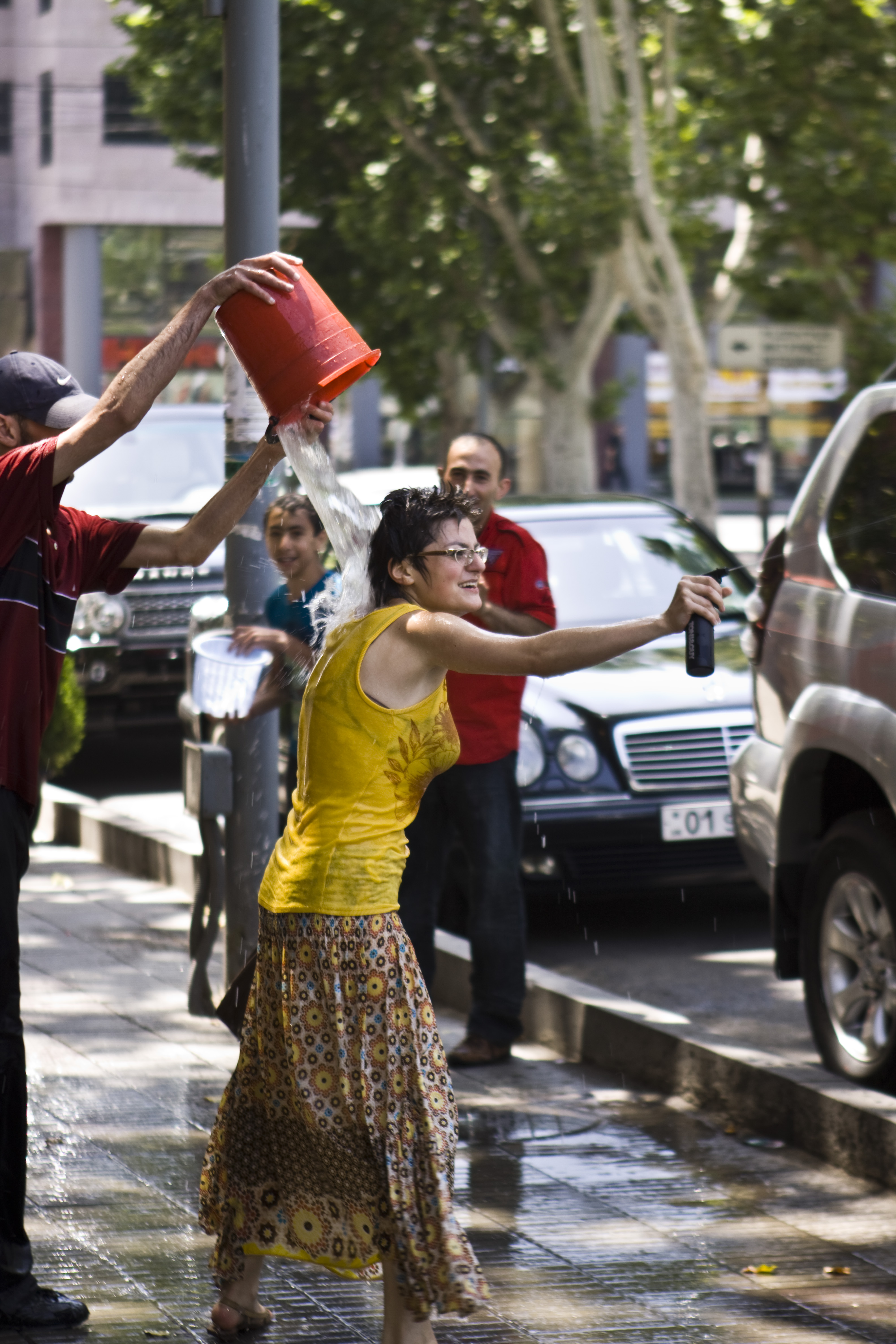
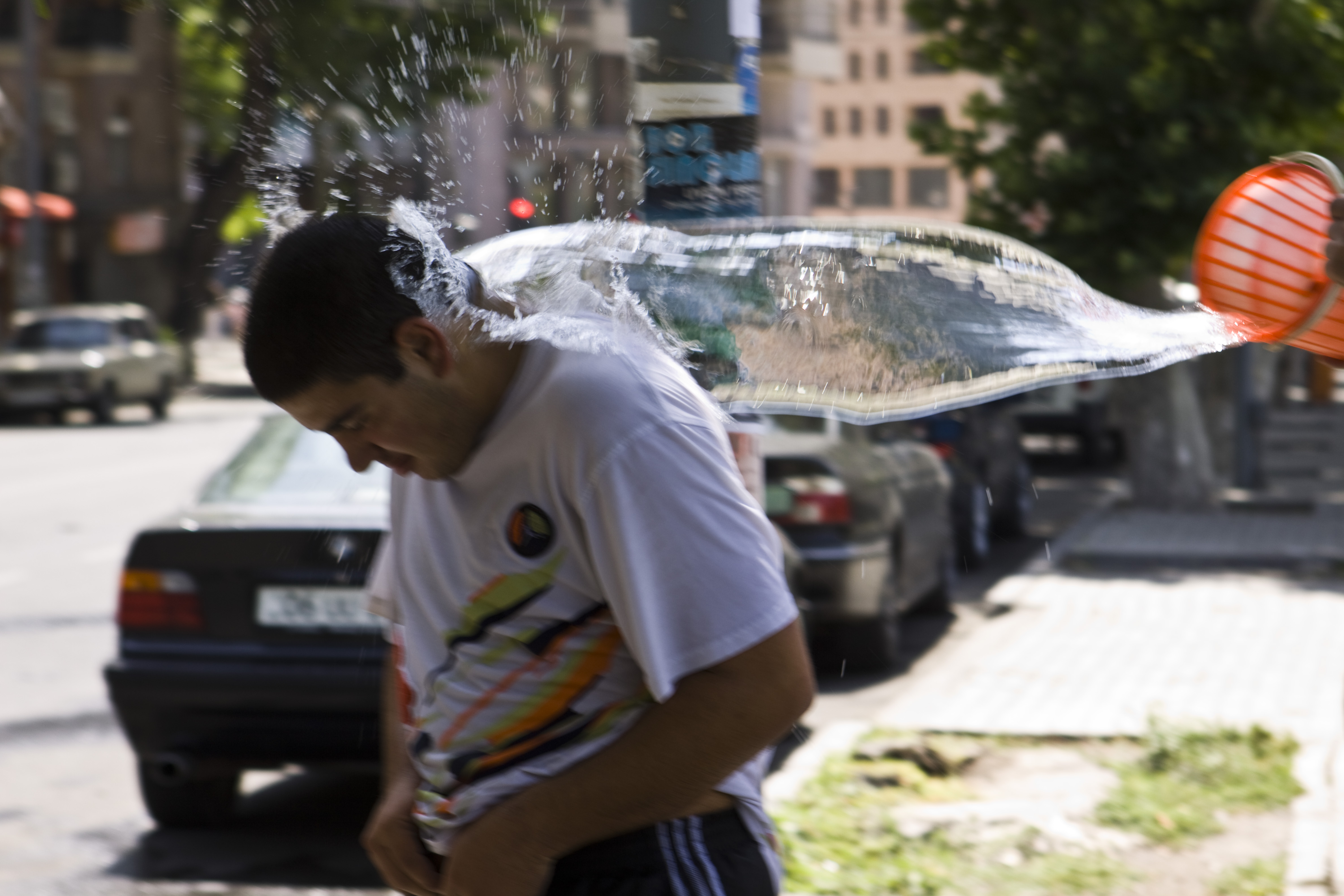
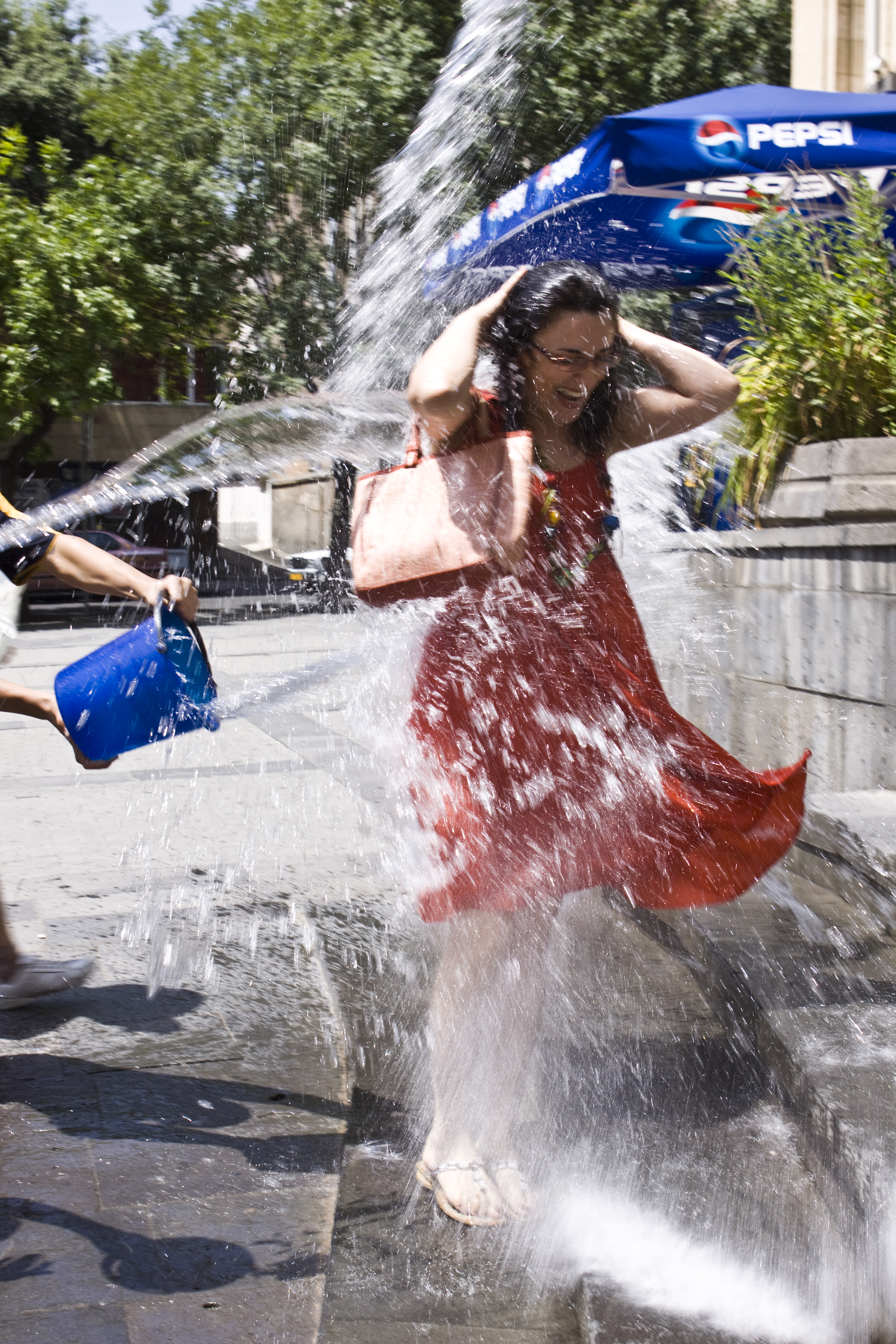
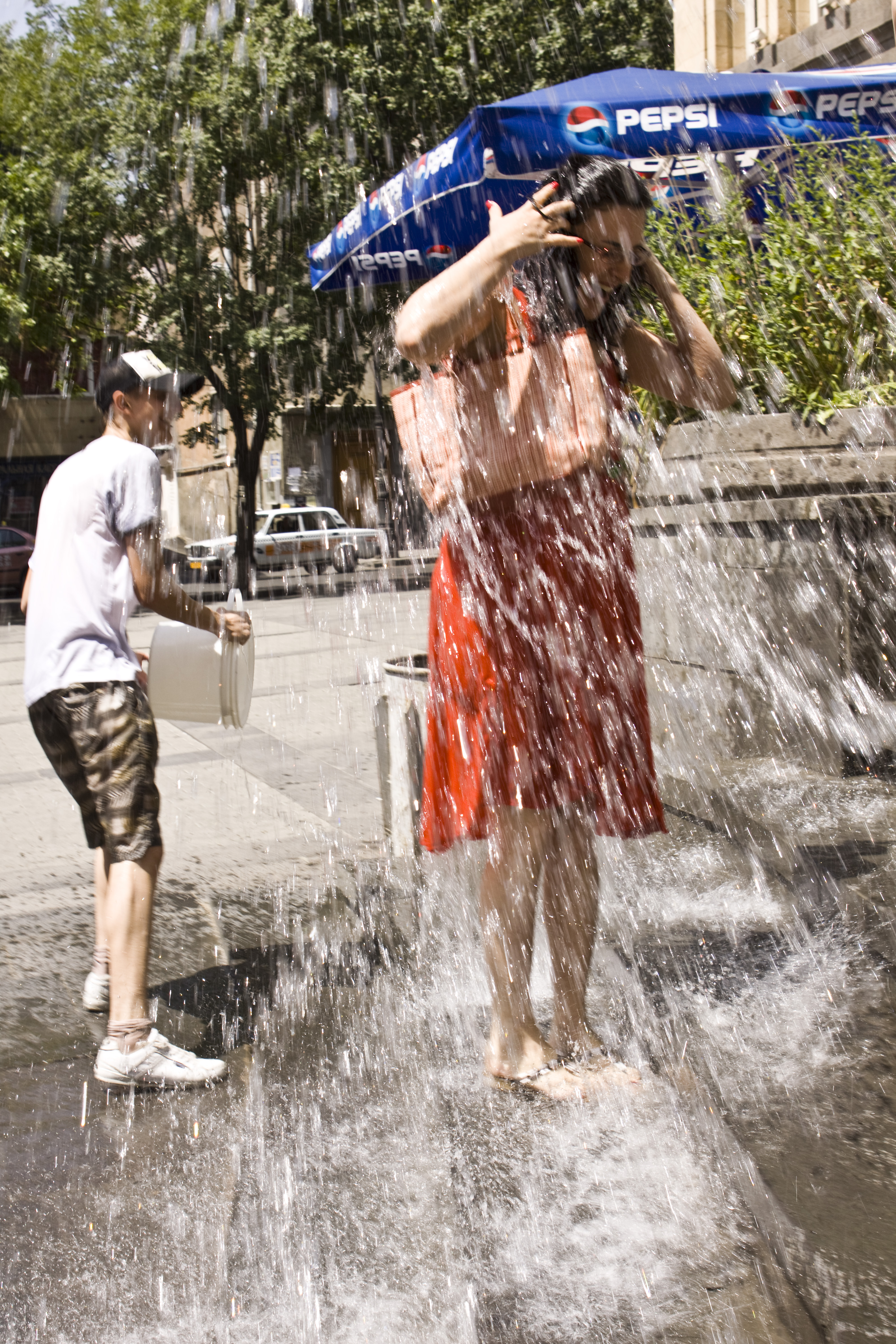
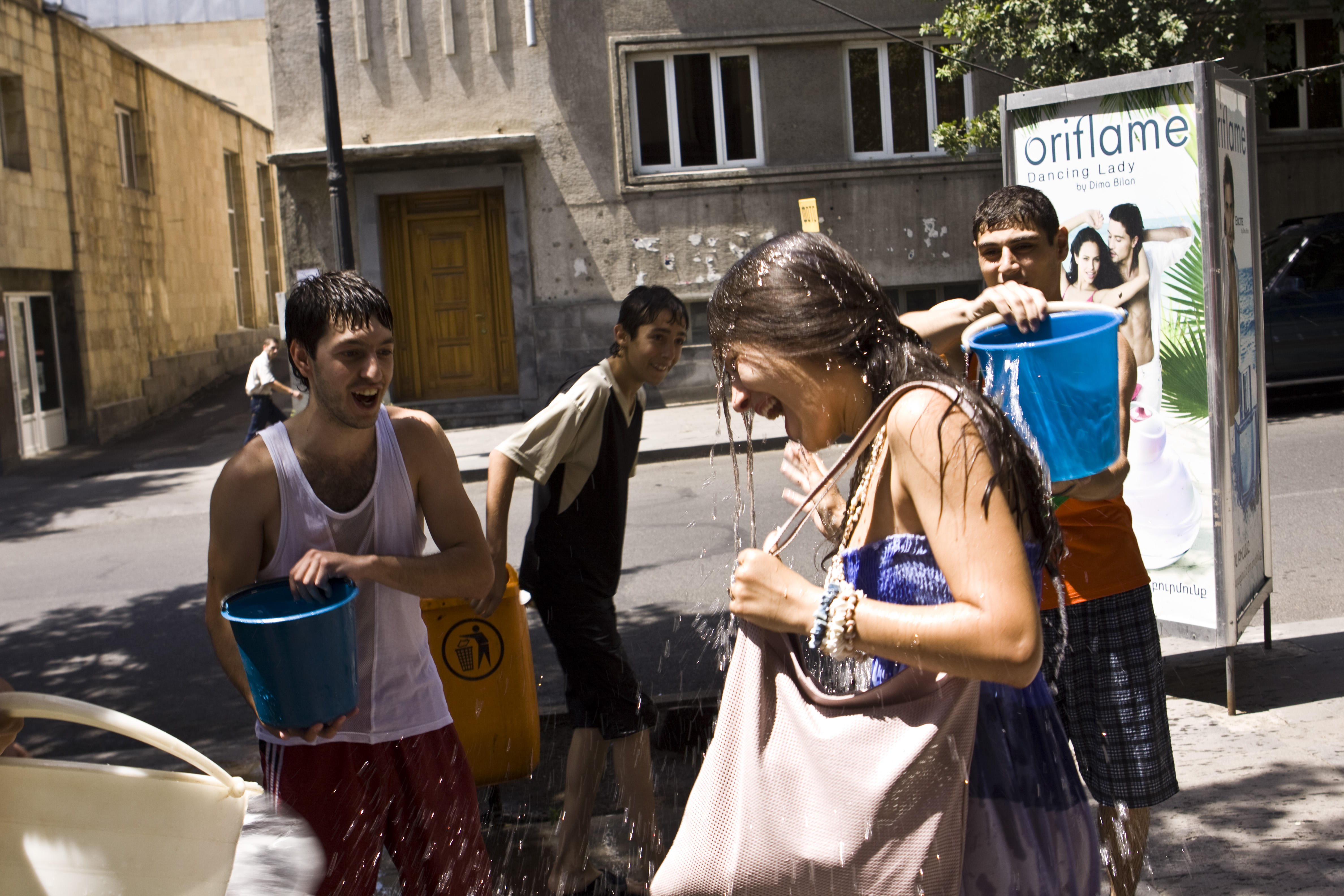

## Див.також
- Свято Івана Купала
- Обливаний понеділок